# Gert Jonke

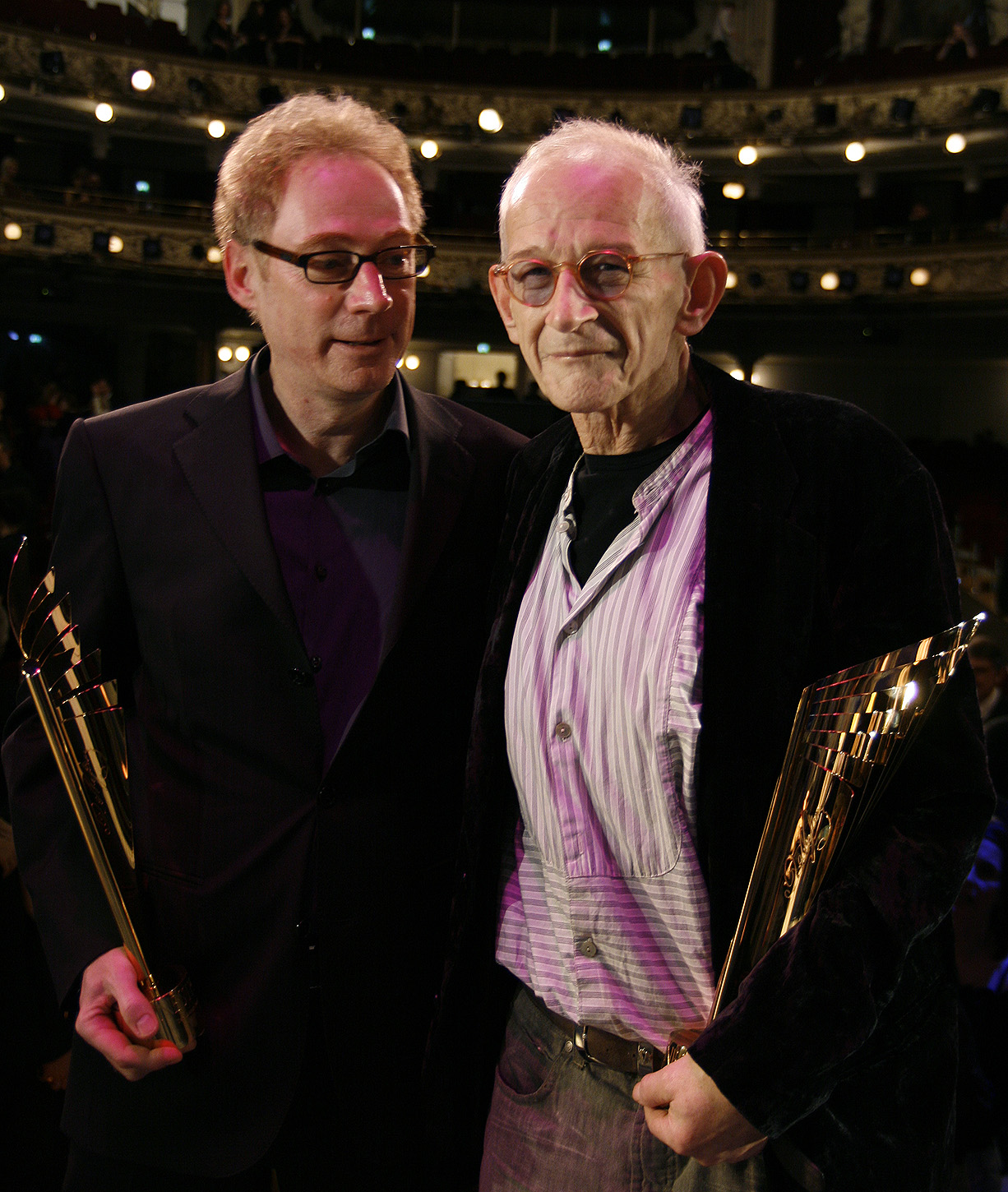
Gert Jonke (r.) mit André Pohl (Nestroy-Theaterpreis 2008)

Gert Friedrich Jonke (* 8. Februar 1946 in Klagenfurt; † 4. Jänner 2009 in Wien) war ein österreichischer Lyriker, Dramatiker, Erzähler und Hörspielautor.

## Leben
Gert Jonke besuchte das humanistische Gymnasium und das Kärntner Landeskonservatorium in seiner Heimatstadt Klagenfurt. Nach Ableistung des Wehrdienstes studierte er ab 1966 Germanistik, Geschichte, Philosophie und Musikwissenschaft an der Universität Wien und besuchte die Akademie für Film und Fernsehen. 1970 war er Mitarbeiter in der Hörspielabteilung des Süddeutschen Rundfunks. 1971 ging er mit einem Stipendium nach West-Berlin, wo er fünf Jahre blieb. Es folgten ein einjähriger Aufenthalt in London und ausgedehnte Reisen in den Mittleren Osten und nach Südamerika. Seit 1978 hielt sich Jonke wieder in Österreich auf, er hatte seinen Wohnsitz in Wien, wo er als freier Schriftsteller tätig war. 1977 erhielt er den Ingeborg-Bachmann-Literaturpreis, 1987 den Österreichischen Würdigungspreis für Literatur.
Jonkes Stil war – ausgehend von der Sprachskepsis experimenteller Literatur – beeinflusst von Techniken und Schreibweisen konkreter Poesie und gesellschaftskritisch. In seiner ersten Publikation, dem Geometrischen Heimatroman (1969), verband er immanente Sprachkritik und inhaltsorientiertes Schreiben, um zu einer adäquaten Analyse gesamtgesellschaftlicher Zusammenhänge zu gelangen. Die Erzählung Schule der Geläufigkeit (1977) ist im Rahmen des ästhetischen Prinzips stärker inhaltlich ausgerichtet, geht über die Sprachkritik hinaus auch von realen Geschehnissen aus. Jonke griff hier die Idee der Zusammenfügung von Erinnerung und Gegenwart auf: Ein Sommerfest soll identisch mit dem des Vorjahres inszeniert und dadurch die Zeit aufgehoben werden. Die Beziehung zwischen Fiktion und Wirklichkeit wird zum eigentlichen Thema der Erzählung, die immer wieder durch eingeschobene Geschichten unterbrochen wird.

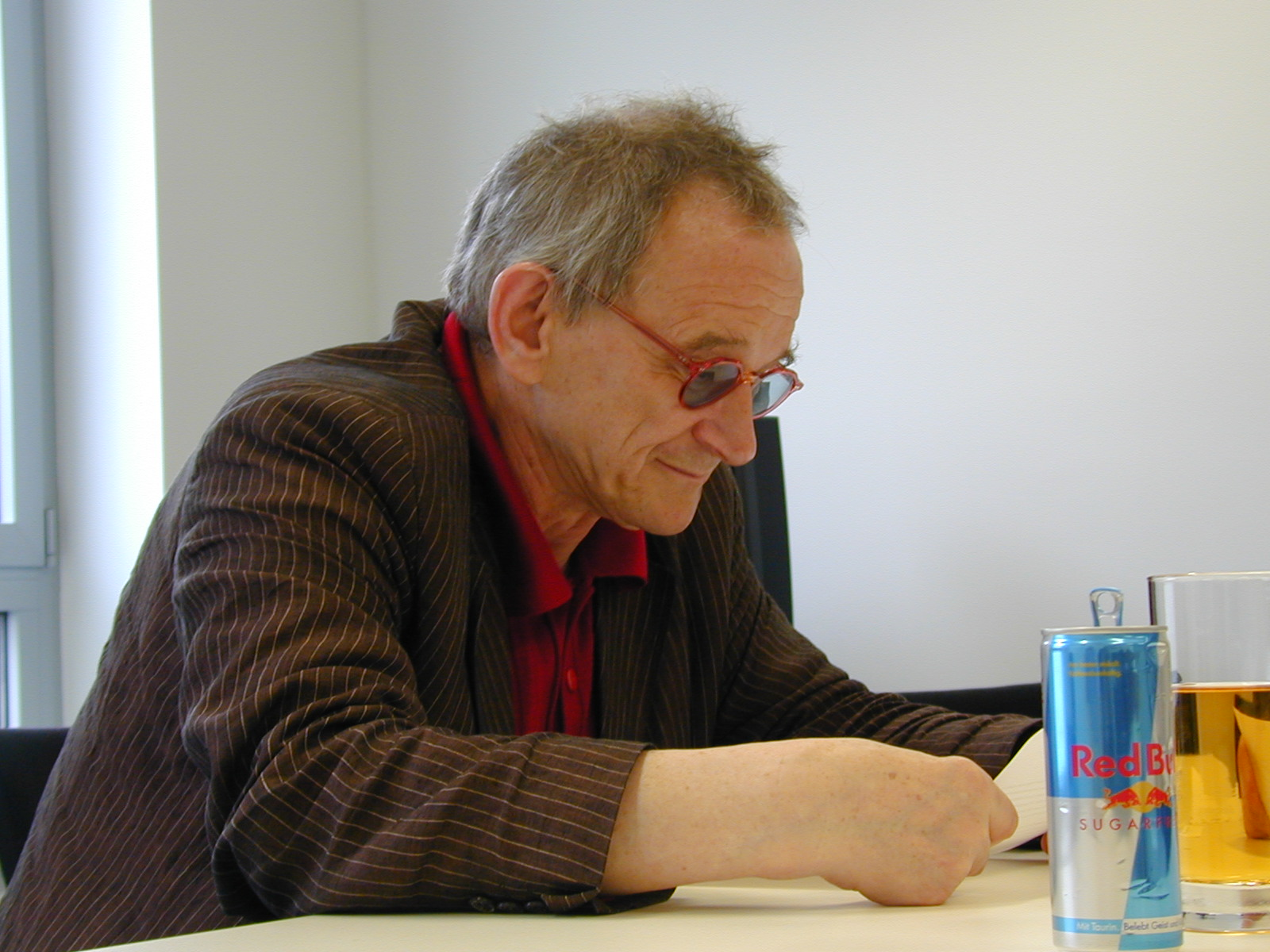
Gert Jonke in der Schule für Dichtung in Leonding, 31. Mai 2005

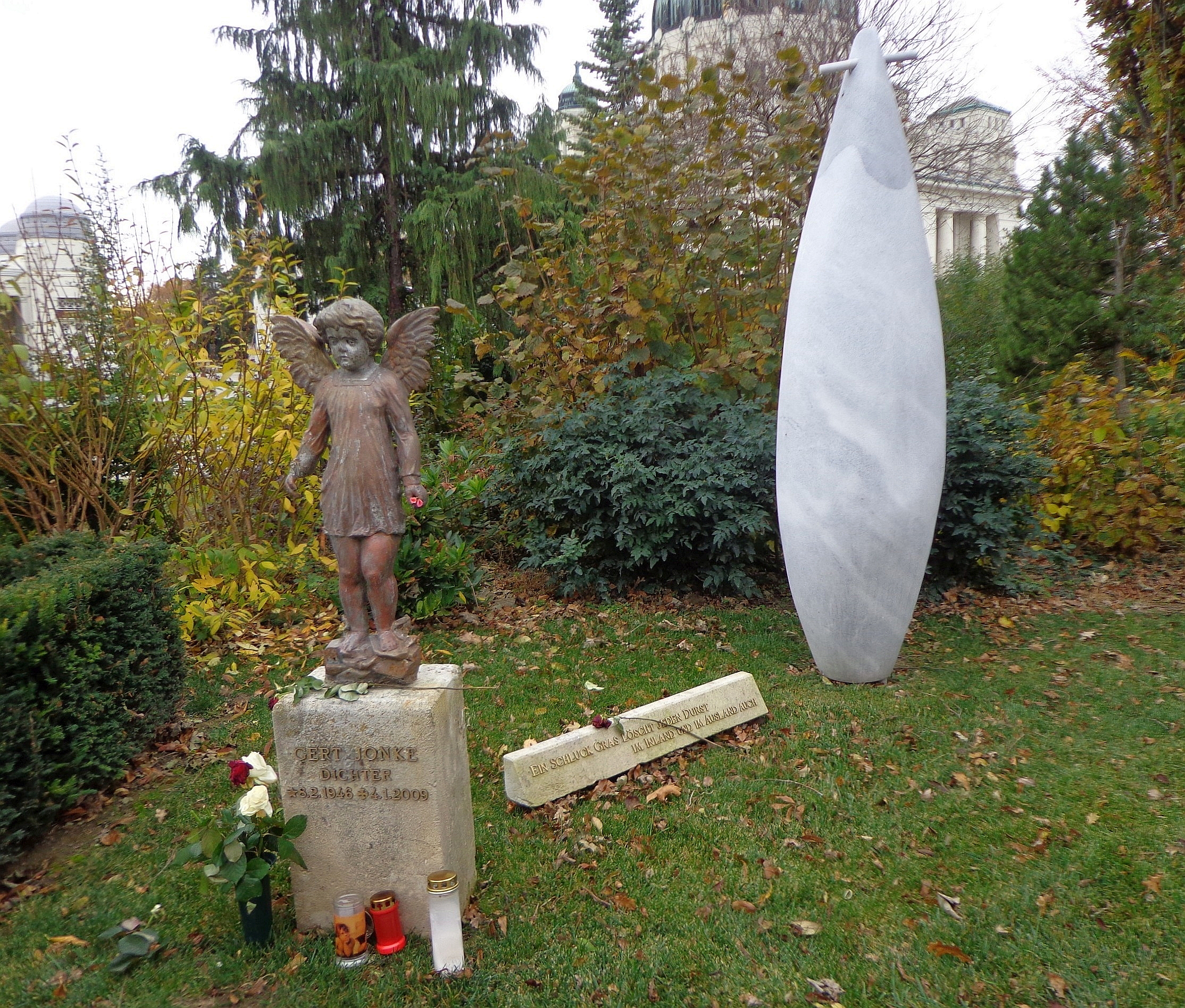
Wiener Zentralfriedhof – Ehrengrab von Gert Jonke

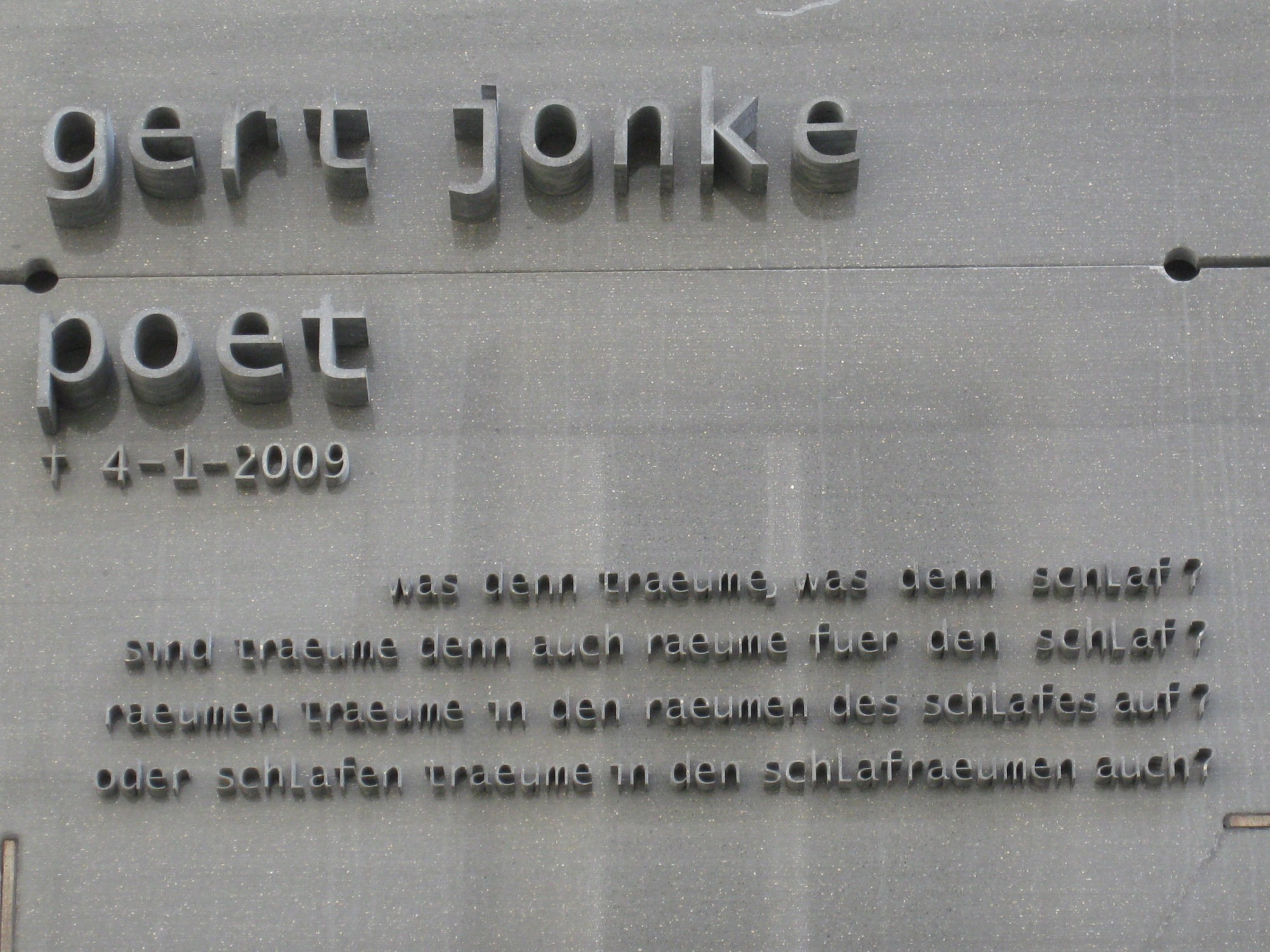
Gedenktafel am Haus Stuckgasse 8 in Wien -Neubau

Jonke war an der Vienna Poetry Academy/Schule für Dichtung (sfd) als Lehrer tätig und Mitglied verschiedener Interessenverbände, beispielsweise der Grazer Autorenversammlung und der Interessengemeinschaft Österreichischer Autorinnen und Autoren.
Sein Werk umfasste Erzählungen, Romane, Essays, Theaterstücke, Drehbücher und Hörspiele.
Seit dem Sommer 2008 soll Jonke von seiner schweren Krebserkrankung gewusst haben, dennoch nahm er bis zu seinem Tod Termine wahr. So übernahm er in seiner Wirtschaftsfarce Platzen Plötzlich noch seine erste Schauspielrolle. Er erlag am 4. Jänner 2009 im Alter von 62 Jahren seiner Erkrankung. Am 19. Jänner 2009 wurde er in einem Ehrengrab auf dem Wiener Zentralfriedhof (Gruppe 33G, Nr. 41) beigesetzt.
In memoriam Gert Jonke haben das Land Kärnten und die Stadt Klagenfurt 2010 einen Gert-Jonke-Literaturpreis gestiftet, der  alle zwei Jahre vergeben werden soll.

## Auszeichnungen
- 1977 Ingeborg-Bachmann-Preis
- 1980 Förderpreis des Marburger Literaturpreises
- 1984 Manuskripte-Preis des Landes Steiermark
- 1987 Österreichischer Würdigungspreis für Literatur
- 1988 Preis der Frankfurter Autorenstiftung
- 1990–1993 Robert-Musil-Stipendium
- 1991 Internationaler Bodensee-Kulturpreis
- 1993 Würdigungspreis der Stadt Wien
- 1993 Anton-Wildgans-Preis
- 1997 Erich-Fried-Preis
- 1997 Franz-Kafka-Preis der Stadt Klosterneuburg
- 1998 Berliner Literaturpreis
- 1999 Kulturpreis des Landes Kärnten
- 2001 Großer Österreichischer Staatspreis für Literatur
- 2003 Nestroy-Theaterpreis Bester Autor von Chorphantasie
- 2005 Kleist-Preis
- 2005 Arthur-Schnitzler-Preis
- 2006 Nestroy-Theaterpreis Bester Autor von Die versunkene Kathedrale
- 2008 Nestroy-Theaterpreis Bester Autor von Freier Fall

## Werke
- Geometrischer Heimatroman. Frankfurt am Main 1969, ISBN 3-518-03345-X.
- Beginn einer Verzweiflung. Salzburg 1970.
- Glashausbesichtigung. Frankfurt am Main 1970.
- Musikgeschichte. Literarisches Colloquium, Berlin 1970, ISBN 3-920392-04-3.
- Die Vermehrung der Leuchttürme. Suhrkamp, Frankfurt am Main 1971.
- Die Hinterhältigkeit der Windmaschinen oder Ein Schluck Gras löscht jeden Durst im Inland und im Ausland auch. Suhrkamp, Frankfurt am Main 1972.
- Im Inland und im Ausland auch. Suhrkamp, Frankfurt am Main 1974, ISBN 3-518-06656-0.
- Schule der Geläufigkeit. Suhrkamp, Frankfurt am Main 1977, ISBN 3-518-03348-4.
- Der ferne Klang. Residenz-Verlag, Salzburg u. a. 1979, ISBN 3-7017-0228-4.
- Die erste Reise zum unerforschten Grund des stillen Horizonts. Salzburg u. a. 1980.
- Erwachen zum großen Schlafkrieg. Residenz-Verlag, Salzburg u. a. 1982, ISBN 3-7017-0287-X.
- Schwarzbuch. Klagenfurt 1984 (zusammen mit Sepp Schmölzer)
- Der Kopf des Georg Friedrich Händel. Residenz-Verlag, Salzburg u. a. 1988, ISBN 3-7017-0534-8.
- Sanftwut oder Der Ohrenmaschinist. Residenz-Verlag, Salzburg u. a. 1990, ISBN 3-7017-0655-7.
- Opus 111. Verlag der Autoren, Frankfurt am Main 1993, ISBN 3-88661-142-6.
- Stoffgewitter. Residenz-Verlag, Salzburg u. a. 1996, ISBN 3-7017-1034-1.
- Das Verhalten auf sinkenden Schiffen. Residenz-Verlag, Salzburg u. a. 1997 (zusammen mit Ilse Aichinger), ISBN 3-7017-1101-1.
- Es singen die Steine. Residenz-Verlag, Salzburg u. a. 1998, ISBN 3-7017-1121-6.
- Himmelstraße – Erdbrustplatz oder Das System von Wien. Residenz-Verlag, Salzburg u. a. 1999, ISBN 3-7017-1172-0.
- Insektarium. Jung und Jung, Salzburg 2001, ISBN 3-902144-03-3.
- Chorphantasie. Literaturverlag Droschl, Graz u. a. 2003, ISBN 3-85420-627-5
- Redner rund um die Uhr. Jung und Jung, Salzburg u. a. 2003, ISBN 3-902144-48-3.
- Klagenfurt (zusammen mit Siegfried Gutzelnig), Heyn, Klagenfurt 2004, ISBN 3-7084-0012-7.
- Strandkonzert mit Brandung. Georg Friedrich Händel. Anton Webern. Lorenzo da Ponte. Salzburg: Jung und Jung, 2006.
- Alle Stücke. Salzburg: Jung und Jung 2008.
- Alle Gedichte. Salzburg: Jung und Jung 2010.
- Erwachen zum Schlafkrieg. Neuauflage, Salzburg: Jung und Jung 2011.

### Theaterstücke
- Damals vor Graz, Uraufführung Forum Stadtpark Graz 1989.
- Die Hinterhältigkeit der Windmaschinen
- Sanftwut oder Der Ohrenmaschinist, Theatersonate, UA Styriate Graz 1990.
- Weitere Aufführung der 'Theatersonate' Der Ohrenmaschinist mit Ulrich Wildgruber, Hamburger Kammerspiele 1993/94, TV-Aufzeichnung eines Gastspiels bei der Szene Salzburg im August 1994(Bildregie:Felix Breisach) in Koproduktion ORf, NDR und arte
- Opus 111, UA Volkstheater Wien 1993.
- Gegenwart der Erinnerung, UA Volkstheater Wien 1995.
- Es singen die Steine, UA Stadttheater Klagenfurt 1998.
- Insektarium, UA Volkstheater Wien 1999 (Regie: Michael Kreihsl)
- Die Vögel, UA Volkstheater Wien 2002.
- Chorphantasie, UA Kulturhauptstadt Europas/Theater Graz, 2003.
- Redner rund um die Uhr, UA Semper-Depot Wien, 2004
- Seltsame Sache, UA Ruhrtriennale September 2005.
- Die versunkene Kathedrale, UA Burgtheater September 2005.
- Sanftwut oder Der Ohrenmaschinist, Erstaufführung in Gebärdensprache mit dem gehörlosen Schauspieler Werner Mössler durch ARBOS – Gesellschaft für Musik und Theater im Theater des Augenblicks Wien März 2006

(jeweils Frankfurt am Main.: Verlag der Autoren)
- Freier Fall, UA Akademietheater Wien 24. Mai 2008
- "Platzen Plötzlich", UA (Regie: Martin Gruber), Aktionstheater Ensemble, Festspielhaus Bregenz//Semper Depot Wien 2008.

### Libretto
- Volksoper. Musik: Dieter Kaufmann. Regie: Vintila Ivanceanu, Ausstattung: Burgis Paier. Sänger und Darsteller: Hortus Musicus Klagenfurt. Wien: Theater an der Wien, 1984.

### Hörspiele
- Der Dorfplatz, 1969.
- Damals vor Graz, 1970.
- Glashausbesichtigung, 1970.
- Es gab Erzählungen, Erzählungen und Erzählungen, 1971.
- Die Schreibmaschinen, 1972.
- Wiederholung eines Festes, 1975.
- Schule der Geläufigkeit, 1976.
- Klavierstück, 1976.
- Hörfunkenflug, 1979.
- Im Schatten der Wetterfahne, 1986.
- Sanftwut oder Der Ohrenmaschinist, 1992.
- Opus 111, 1993.

### Herausgeberschaft
- Weltbilder. München 1970 (zusammen mit Leo Navratil)

## Film und Fernsehen
- Händels Auferstehung. Regie: Klaus Lindemann. Hessischer Rundfunk 1980.
- Geblendeter Augenblick – Anton Weberns Tod. Text: Gert Jonke. Hessischer Rundfunk 1986.
- Redner rund um die Uhr – eine Sprechsonate von Gert Jonke. Aufzeichnung einer Aufführung des theater 04 aus dem Semper-Depot Wien. Fernseh-Adaption und Bildregie: Martin Polasek. 72 min, ORF/3sat 2004.
- Reise zum unerforschten Grund des Horizonts. Ein Portrait des Dichters Gert Jonke. Buch und Regie: Ingrid Ahrer und Martin Polasek (Österr. Fernsehpreis für Bildungsprogramme 2008). 45min., kurtmayerfilm/ORF/3sat 2005–2008.